# 布利恩 (內華達州)
布利恩（英語：Bullion）是位於美國內華達州埃爾科縣的鬼鎮。

## 歷史
布利恩的郵局於1871年設立，其後於1834年停運。

## 地理
布利恩所處的海拔為高於海平面2033米（即6670英呎），而該地所採用的時區為UTC-8，即太平洋时区（PST）。同時該地設有夏令時間，為UTC-8調快一小時，即UTC-7（PDT）。